# 黃珊珊
黃珊珊（1969年10月18日—），中華民國政治人物、律師，台灣民眾黨籍，現任立法委員。生於臺中市后里區，大學期間曾參與野百合學運，畢業後成為執業律師，曾任六屆臺北市議會議員、臺北市副市長、親民黨文宣部主任、柯文哲總統競選總幹事等職，其胞兄黃曙光為中華民國海軍二級上將。
2024年8月20日，因柯文哲政治獻金案遭民眾黨中央評議委員會停權3年，同時停止履行台灣民眾黨立法院黨團副總召集人等黨職公務。

## 早年及背景
1969年10月18日，黃珊珊出生於臺中縣后里鄉（今臺中市后里區）后里新村，父親於陸軍通信中校退伍後轉任警界服務，籍貫湖南省湘潭縣，母親為傳統家庭主婦。家中有六位兄弟姊妹，二哥為現任國安會諮詢委員黃曙光，曾任參謀總長、海軍司令等職。
黃珊珊因父親職務調動先後遷居臺東縣、澎湖縣馬公市、高雄縣鳳山市，並就讀當地學校。國中畢業後，隻身前往臺北市求學，就讀臺北市立第一女子高級中學。高中時期加入北一女樂儀旗隊。畢業後，考取國立臺灣大學大氣科學系；二年級時獲得國立臺灣大學書卷獎，並轉入法律系司法組；四年級時應屆考取律師執照。大學期間曾參與「野百合學運」，但仍期望在體制內改革。

## 從政經歷

### 臺北市議員及參選立法委員
1998年，擔任執業律師的黃珊珊獲邀加入新黨並參選臺北市第二選舉區（內湖區、南港區）議員，順利當選。
2000年，在多位新黨籍公職陸續退黨轉投新成立的親民黨後，黃珊珊依然呼籲支持者為新黨努力。
2002年，新黨進行黨員重登記，黃珊珊因未收到通知出席總登記而喪失黨籍。經歷委任其為中興票券事件律師的親民黨主席宋楚瑜徵詢後，已恢復無黨籍身分、有意放棄連任的黃珊珊加入親民黨並當選連任。
2006年，親民黨台北市議員席位銳減下再次連任。
2007年，由於中國國民黨在同選舉區立法委員提名過程備受爭議，黃珊珊曾經表態擬角逐區域立委，最終未登記參選；2010年再度連任。
2012年，接受親民黨徵召，首次轉戰區域立法委員選舉，未能當選。
2014年，黃珊珊多次被外界猜測將轉任副市長而不會再競選連任，同年底再次連任第十二屆議員。
2016年，接受親民黨徵召再度參選區域立法委員，並代表首都改革陣線的一員獲民主進步黨禮讓，一度遭到同選舉區的民進黨議員質疑。選前民調被看好，後因投票贊成恢復臺北市退休公務員三節慰問金而造成部分支持者反彈，再加上在野陣營未能整合導致票源分散，最終落選；2018年，連任第十三屆議員。
2019年4月，親民黨主席宋楚瑜於訪問大陸期間表態支持「協商一國兩制」，黃珊珊請辭親民黨文宣部主任。

### 臺北市副市長及參選市長
2019年10月，受臺北市市長柯文哲邀請，接任副市長，結束長達近21年的議員生涯。
2022年8月，黃珊珊請辭副市長，以無黨籍名義正式投入市長選舉。在其競選團隊中，由柯文哲擔任榮譽主任委員，策略長（總幹事）則為翟本喬，政策總顧問為李鴻源，最終未當選。

### 加入台灣民眾黨
2023年4月6日，黃珊珊宣布加入台灣民眾黨，同時亦保留親民黨籍。後接任2024年中華民國總統選舉民眾黨候選人柯文哲的競選總幹事，且列入民眾黨不分區立法委員名單第一名。2024年中華民國總統及立法委員選舉民眾黨政黨票以22.07%取得不分區8席位，黃珊珊成功進入國會，並出任民眾團副總召。2024年1月底，就任不分區立委前，正式去信退出親民黨，於同年1月31日參選第十一屆立法院院長，得票數7票，未能當選。

## 相關事件

### 指稱Animax播放兒童不宜節目
2014年7月21日，台北市議員黃珊珊表示接獲家長投訴Animax，家長指《變態王子與不笑貓》、《笨蛋，測驗，召喚獸》、《戀曲寫真》內容物化女性、兒童不宜。黃珊珊稱這些深夜動畫在晚間8點時段撥出會對兒童造成不良影響，要求改成晚間10點以後播出。然而Animax撥出的版本已刪減兒童不宜內容，動漫向上推廣協會抗議黃珊珊誤導大眾，要求其道歉。

### 民眾黨假帳爭議
2024年8月14日，黃珊珊因涉及民眾黨假帳風波，她身為時任競選總幹事在開會時主動辭去中央委員，惟仍保有民眾黨立委一職。黨內出現要求黃珊珊辭去立法委員的聲音，黨內首次召開中央評議委員會時並無共識。2024年8月20日，民眾黨再度召開中評會，最終黃珊珊被停權3年，立法院黨團副總召職務遭停職。而她也將因此不得被民眾黨提名參選台北市市長及參與初選。

## 選舉紀錄
| 年度 | 選舉屆數               | 選舉區                                 | 所屬政黨                                  | 得票數    | 得票率 | 當選標記 | 備註 |
| ---- | ---------------------- | -------------------------------------- | ----------------------------------------- | --------- | ------ | -------- | ---- |
| 1998 | 第八屆臺北市議員選舉   | 臺北市第二選舉區                       | 新黨                                      | 26,246    | 13.63% |          |      |
| 2002 | 第九屆臺北市議員選舉   | 臺北市第二選舉區                       | 親民黨                                    | 23,454    | 12.71% |          |      |
| 2006 | 第十屆臺北市議員選舉   | 臺北市第二選舉區                       | 親民黨                                    | 17,710    | 10.02% |          |      |
| 2010 | 第十一屆臺北市議員選舉 | 臺北市第二選舉區                       | 親民黨                                    | 25,518    | 12.48% |          |      |
| 2012 | 第八屆立法委員選舉     | 臺北市第四選舉區                       | 親民黨                                    | 39,593    | 17.16% |          |      |
| 2014 | 第十二屆臺北市議員選舉 | 臺北市第二選舉區                       | 親民黨                                    | 28,020    | 12.80% |          |      |
| 2016 | 第九屆立法委員選舉     | 臺北市第四選舉區                       | 親民黨                                    | 85,600    | 39.87% |          |      |
| 2018 | 第十三屆臺北市議員選舉 | 臺北市第二選舉區                       | 親民黨                                    | 26,113    | 12.38% |          |      |
| 2022 | 第八屆臺北市市長選舉   | 臺北市                                 | 無黨籍 · （ 親民黨籍、 · 臺灣民眾黨支持） | 342,141   | 25.14% |          |      |
| 2024 | 第十一屆立法委員選舉   | 全國不分區及僑居國外國民立法委員選舉區 | 臺灣民眾黨                                | 3,040,615 | 22.07% |          |      |

## 著作
| 年份 | 書籍                                                         | 出版社   | ISBN               |
| ---- | ------------------------------------------------------------ | -------- | ------------------ |
| 2022 | 《黃珊珊：33個人生故事》                                     | 商周出版 | ISBN 9786263182585 |
| 2022 | 《城市・程式：打造幸福臺北市，黃珊珊堅持初心的體制改革之旅》 | 商周出版 | ISBN 9786263183865 |

## 外部連結
- 台北市議員黃珊珊議員簡介
- 黃珊珊議員簡介 - 臺北市議會 （页面存档备份，存于）
- . 中央選舉委員會.
- 黃珊珊的Facebook專頁
- 黃珊珊的Instagram帳戶
- 黃珊珊的Instagram帳戶
- YouTube上的黃珊珊頻道
- 黃珊珊的Threads帳號 （页面存档备份，存于）

| 中華民國中央公職人員 | 中華民國中央公職人員                                                      | 中華民國中央公職人員 |
| -------------------- | ------------------------------------------------------------------------- | -------------------- |
| 臺灣民眾黨           |                                                                           |                      |
| 前任： 賴香伶        | 台灣民眾黨立法院黨團副總召集人 第十一屆第一期 2024年2月1日－2024年8月20日 | 繼任： 吳春城        |